# Verdienter Architekt des Volkes der UdSSR
Verdienter Architekt des Volkes der UdSSR (russisch Народный архитектор СССР Narodny architektor SSSR) war ein Ehrentitel für besondere Verdienste in der Architektur in der Sowjetunion der am 12. August 1967 durch Leonid Breschnew begründet wurde. Er wurde vom Präsidium des Obersten Sowjets der UdSSR verliehen, die Preisträger wurde vom Staatlichen Baukomitees oder dem Sowjetischen Architektenverband vorgeschlagen. Der Oberste Sowjet konnte die Auszeichnung an die vorgeschlagenen Preisträger ablehnen.
Er wurde zum ersten Mal am 20. Oktober 1970 und zum letzten Mal am 23. Oktober 1991 vergeben. Insgesamt haben 45 Personen diesen Titel erhalten.

## Ausgezeichnete Personen

### 1970
- Abdulla Boboxonov (1910–1992)
- Boris Iofan (1891–1976)
- Rafajel Israjeljan (1908–1973)
- Walentin Kamenski (1907–1975)
- Wladimir Korol (1912–1980)
- Artschil Kurdiani (1903–1988)
- Georgi Orlow (1901–1985)
- Michail Possochin (1910–1989)
- Boris Prijmak (1909–1996)
- Mikayıl Useynov (1905–1992)

### 1971
- Igor Fomin (1904–1989)
- Sergei Speranski (1914–1983)
- Dmitri Tschetschulin (1901–1981)

### 1972
- Nikolai Baranow (1909–1989)

### 1973
- Wiktor Elisarow (1911–1987)

### 1975
- Wassili Simbirzew (1901–1982)

- Nikolai Ullas (1914–2009)
- Iosif Lowejko (1906–1996)
- Vytautas Čekanauskas (1914–1988)

### 1976
- Wadim Masjajew (1914–1988)

### 1978
- Nikolai Alfjorow (1917–1982)
- Wiktor Andrejew (1905–1988)

### 1980
- Korjun Apokjan (1908–1994)
- Anatoli Poljanski (1928–1993)
- Boris Rubanenko (1910–1985)

### 1981
- Sobir Odilow (1932–2002)
- Georgi Saborski (1909–1999)
- Juri Jaralow (1911–1983)

### 1983
- Jewgeni Rosanow (1925–2006)

### 1984
- Wadim Ladnyi (1918–2011)
- Jewgeni Stamo (1912–1987)
- Abdulla Achmedow (1929–2007)
- Gennadi Buldakow (1924–1990)

### 1987
- Gennadi Beljankin (1927–2011)

### 1988
- Jim Torosjan (1926–2014)
- Jakow Belopolski (1916–1993)

- Wiktor Jegerew (1923–2016)

### 1989
- Igor Roschin (1908–2005)

### 1991
- Alexander Schuk (1917–2008)
- Juri Platonow (1929–2016)
- Felix Nowikow (* 1927)
- Kaldybei Montachajew (1950–2008)
- Igor Pokrowski (1926–2002)
- Alexander Rochegow (1917–1998)